# Изабелла Ибелин (1252—1282)
Изабелла Ибелин (д’Ибелин) (фр. Isabelle d'Ibelin; 1252 — 1282) — сеньора Бейрута с 1264 года из рода Ибелинов.
Дочь сеньора Бейрута Жана II Ибелина и Алисы де ла Рош.

## Биография
После того, как в 1264 году скончался её отец, стала правительницей Бейрутской сеньории. 
В 1265 году вышла замуж за юного короля Кипра Гуго II (осень 1252 — декабрь 1267), но вскоре скончался, и этот брак так и не был консуммирован.
В 1269 году заключила 10-летнее перемирие с султаном Бейбарсом, что позволило её сеньории жить в мире.
В 1272 году Изабелла вышла замуж за валлийского дворянина Хаймо Лестранжа («Иностранца»), но брак был недолгим — муж умер в 1274 или 1275 году. На смертном одре он совершил необычный поступок — передал Изабеллу и сеньорию под покровительство султана Бейбарса I.
Кипрский король Гуго III хотел использовать статус Изабеллы как богатой наследницы, чтобы привлечь в Святую Землю какого-нибудь выдающегося рыцаря в качестве её мужа, и попытался насильно вывезти её на Кипр, но Изабелла оказала сопротивление, и получила поддержку как султана Бейбарса, так и тамплиеров. Дело рассматривал Высший суд Иерусалима, и оно вылилось в политический диспут о том, кто должен быть сюзереном сеньоры Бейрута — мусульманский султан или король-крестоносец. Суд вынес решение в пользу султана, и охрану Изабеллы стали осуществлять мамлюки.
Изабелла ещё дважды выходила замуж — за сеньора Кесарии Николя Алемана (1276) и за Гильома Берле (1278). Оба брака были бездетными.
В связи с тем, что Изабелла не имела наследника, после её смерти новой сеньорой Бейрута стала её сестра Эскива.